# سنتز ایندول لاروک
سنتز ایندول لاروک (انگلیسی: Larock indole synthesis) یک واکنش حلقه‌جوشی ناهمگن است که طی آن یک اورتو-یدوآنیلین و یک مشتق از آلکین در حضور کاتالیزور پالادیم با یکدیگر واکنش داده و یک مشتق از ایندول تولید می‌کنند. این واکنش همچنین با نام حلقه‌جوشی ناهمگن لاروک نیز شناخته می‌شود. این واکنش توانایی تولید طیف وسیعی از ایندول‌ها را دارد. این واکنش نخستین بار توسط ریچارد سی. لاروک از دانشگاه ایالتی آیووا در سال ۱۹۹۱ توصیف گردید.

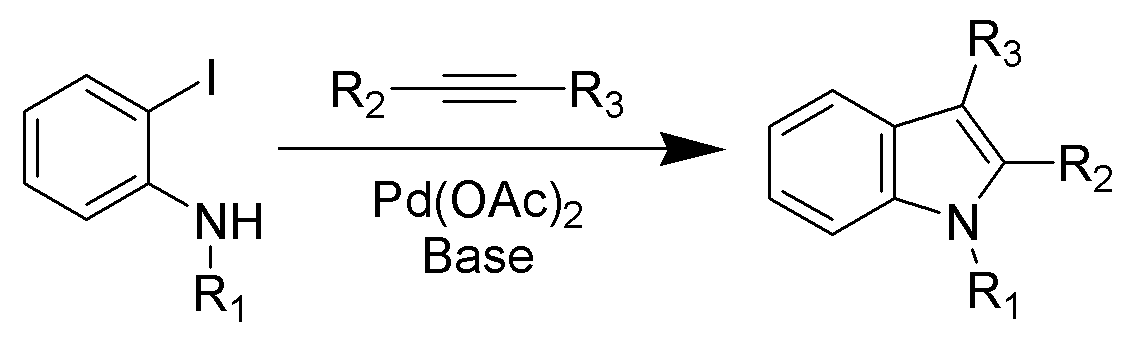
سنتز ایندول لاروک

## سازوکار واکنش

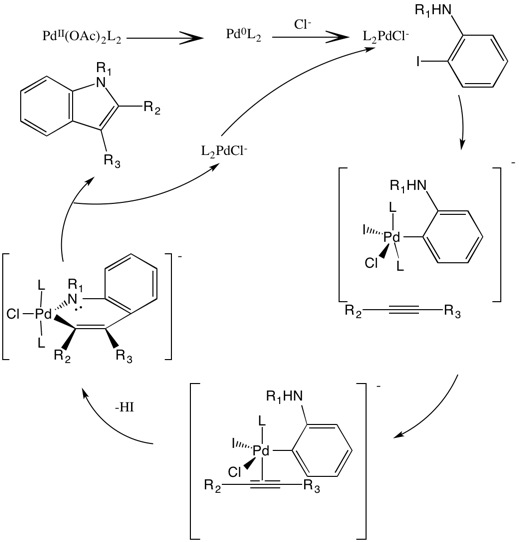
سازوکار واکنش لاروک.